# Avenida Ipiranga
A Avenida Ipiranga é um importante logradouro situado no bairro República, na região central da cidade de São Paulo. O trecho da avenida segue do encontro com a Rua da Consolação até o encontro com a Avenida Cásper Líbero.

## História
A via originou-se da união de dois "becos" da antiga São Paulo. Um deles era o "beco do Mata-Fome" (que hoje estaria em partes das ruas Araújo e Consolação), existente desde fins do século XVIII, via de passagem de tropeiros e seu gado, que iam rumo ao matadouro situado no bairro da Liberdade. O segundo era o "Beco dos Curros" nas imediações da atual praça da República.
Em 1865, a Câmara Municipal de São Paulo decide abrir um novo logradouro e surge então a rua Ipiranga, nome escolhido em virtude de na mesma época ter começado um projeto para a construção de um monumento em homenagem à Independência do Brasil. Em 1934 recebeu a nomenclatura de avenida e é hoje uma das principais vias do centro da capital paulista.
Abriga ainda hoje o Hotel Excelsior, construção de 1941-1943, projetado por Rino Levi, destaque na Avenida Ipiranga como também dessa época o ex Hotel Terminus, que tiveram hóspedes e moradores famosos. No período entre 1949-1978, em três andares do imóvel de n° 1267, o São Paulo Futebol Clube manteve sua sede administrativa e social.
O Conselho Municipal de Preservação do Patrimônio Histórico, Cultural e Ambiental de São Paulo (Conpresp) tombou o espaço interno do tradicional Cine Ipiranga, localizado na avenida de mesmo nome, na capital. O local foi fundado em 1943 e viveu os grandes momentos dos cinemas de rua na região central.
Na avenida, atualmente, encontram-se símbolos e cartões postais da cidade, como a Praça da República, Edifício Copan, Edifício Itália, entre outros. Já foi incluída em canção de Caetano Veloso ("Sampa"), transformando o seu cruzamento com a Avenida São João, ponto que era e continua sendo um dos mais frequentados da cidade, na "esquina mais famosa do Brasil".